# Ola Tunander
Ola Tunander, né le 19 novembre 1948, est un politologue et essayiste suédois.

## Thèmes
Tunander évoque une opération sous fausse bannière au début des années 1980: l'OTAN a fait naviguer clandestinement des sous-marins dans les eaux Suédoises et a mené campagne pour faire croire que les intrus venaient de l'est. L'opération avait pour but de forcer le gouvernement suédois, neutre durant la guerre froide, à renforcer ses dispositifs de défense contre les soviétiques. Les sous-marins étaient d'origine américaine et britanniques, la signature de ces navires étant différentes de celle des navires soviétiques, il était difficile pour l'état-major suédois de les confondre avec ces derniers. Le fait que l'état-major ait également relayé le discours de l'OTAN montre que les officiers étaient complices dans l'opération visant à créer une peur des soviétiques.

## Publications
en anglais
- Cold Water Politics: The Maritime Strategy and Geopolitics of the Northern Front (London: Sage, 1989).  (ISBN 0-8039-8219-4 et 978-0-8039-8219-2).
- The Barents Region: Regional Cooperation in Arctic Europe, with Olav Schram Stokke eds. (London: SAGE, 1994).  (ISBN 0-8039-7897-9 et 978-0-8039-7897-3).
- Geopolitics in Post-Wall Europe: Security, Territory and Identity, with Pavel Baev and Victoria Einagel eds. (London: Sage, 1997).  (ISBN 0-7619-5549-6 et 978-0-7619-5549-8).
- European Security Identities: Contested understandings of EU and NATO, with Peter Burgess, eds. (Oslo: PRIO, 2000).  (ISBN 82-7288-210-8).
- The Secret War against Sweden: US and British Submarine Deception in the 1980s (London & New York: Frank Cass & Routledge, 2004).  (ISBN 0-7146-5322-5 et 978-0-7146-5322-8).

en suédois
- Den Svarta Duvan – Essäer om makt, teknik och historia [The Black Dove – Essays on Power, Technology and History] (Lund: Symposion, 1985).  (ISBN 91-85040-01-0).
- På Autobahn mot sekelskiftet [On Autobahn towards the Turn of the Century] (Lund: Symposion, 1985).  (ISBN 91-7868-016-6).
- Norden och USAs maritima strategi – En studie av Nordens förändrade strategiska läge [The Nordic Countries and the US Maritime Strategy – A Study of the Changed Strategic Position of the Nordic Area]. 'Försvarets Forskningsanstalt [Swedish Defense Research Establishment], Stockholm: FOA Rapport C 10295-1.4, 1987.  (ISSN 0281-0247).
- Murar – Essäer om makt, identitet och territorialitet [Walls – Essays on Power, Identity and Territoriality] (Ålborg: Nordic Summer University, 1995).  (ISBN 87-87564-72-6, 82-7198-025-4, 91-88484-10-6 et 9979-837-10-1).
- Europa och Muren – Om ‘den andre', gränslandet och historiens återkomst i 90-talets Europa [Europe and the Wall – On ‘the Other', the Borderland and the Return of History in Europe of the 1990s], ed. (Ålborg: Nordic Summer University, 1995).  (ISBN 87-87564-69-6, 9979 -837-07-1, 82-7198-023-8 et 91-88484-08-4).
- Hårsfjärden – Det hemliga ubåtskriget mot Sverige [Hårsfjärden – The Secret Submarine War against Sweden] (Stockholm: Norstedts Förlag, 2001).  (ISBN 91-1-301038-7).
- Spelet under ytan – Teknisk bevisning i nationalitesfrågan för ubåtsoperationen mot Sverige 1982, published by the Swedish research program: 'Sverige under kalla kriget' [Sweden during the Cold War], no. 16 (Gothenburg Univ. & Stockholm Univ., 2007).  (ISSN 1402-5507) (A revised edition was published on the PRIO website in 2009). http://file.prio.no/files/projects/Spelet%20under%20ytan/Spelet-under-ytan.pdf
- Libyenkrigets geopolitik - Humanitär intervention eller kolonialkrig? [The geopolitics of the Libyan war - Humanitarian intervention or colonial warfare?] (Lund: Celanders Förlag, 2012).  (ISBN 978-91-87393-00-6).